# چاد مایکلز
چاد مایکلز (به انگلیسی: Chad Michaels) (زاده ۲۰ مارس ۱۹۷۱) زن‌پوش آمریکایی است.